# Ruta 182 (Chile)
La Ruta 182 es una carretera chilena que se ubica en la Región de la Araucanía, en el sur de Chile. La ruta se inicia en Collipulli y finaliza en Angol.
El 19 de febrero de 2009, el Ministerio de Obras Públicas declaró esta ruta como camino nacional entre Collipulli y Angol, asignándole el rol 182.

## Áreas geográficas y urbanas
- kilómetro 0 Autopista de la Araucanía.
- kilómetro 30 Acceso a Centro Turístico El Vergel.
- kilómetro 32 Huequén y Acceso a la Ruta 180.
- kilómetro 36 Comuna de Angol.

## Sectores de la ruta
- Collipulli·Angol Carretera Pavimentada.